# Sebastián Yepes
Sebastián Yepes Alzate (Manizales, 10 de junio de 1980) es un cantante, compositor e intérprete de instrumentos como la guitarra. Hizo parte hasta 2009 de la agrupación Sanalejo.
Es sobrino del varias veces senador Omar Yepes, y también sobrino del Representante a la Cámara Arturo Yepes.

## Carrera con Sanalejo
El artista manizaleño es autor de un numerosas composiciones de la banda Sanalejo como: Mejor que tú no hay nada.
Junto a sus compañeros, también ha participado en otras composiciones como: 
- Barman
- Ya tú ves
- Si te vas
- No lo hagas (el último disco editado).

Este último fue récord de ventas en su país natal, logrando posicionar más de 15 sencillos en diferentes radios de Colombia y Latinoamérica.
Ha realizado extensas giras por Estados Unidos, Perú, Ecuador, Venezuela y Colombia con la banda Sanalejo, calificándolos como un referente musical del pop/rock latino identificado con una nueva generación.
En el 2009, después de 9 años de ser vocalista de Sanalejo, Sebastián Yepes se separa de la banda e inicia su carrera como solista.

### Certificaciones
Ha conseguido a lo largo de su carrera gran cantidad de reconocimientos y premios llevando su música a varios países de Latinoamérica y Estados Unidos.
Recibió 3 discos de oro por ventas de sus 3 LP editados:
- 2003: Sanalejo (Universal Music)
- 2005: Alma y locura (Emi Music)
- 2007: No lo hagas (Emi Music)

### Premios y reconocimientos con Sanalejo
- 2003: Premios Shock Mejor Nuevo Artista
- 2004: Disco de Oro en Colombia por su disco Sanalejo
- 2005: Premios Shock Mejor Artista del Año
- 2006: Disco de Oro en Colombia por su disco Alma y Locura
- 2007: Premios 40 Principales en España Mejor Artista Colombiano
- 2007: Premios Principales en Madrid Categoría Nacional América, Mejor Artista Colombia
- 2007: Premios Terra (Estados Unidos) Artista Revelación del Año.
- 2007-2008: Disco de Oro en Colombia por su disco No Lo Hagas
- 2008: Premios SHOCK, Mejor artista Pop
- UNICEF Artista elegido para el proyecto + Arte - Minas
- Récord de Ventas en un día. 5.000 copias discográficas.
- 2008: Premios SHOCK Mejor Artista pop

## Carrera en Solitario

### De lo oscuro a lo puro: primer disco en solitario
A principios de febrero de 2009 Sebastián Yepes se instala en Medellín Colombia, para comenzar la grabación de su primer trabajo como solista, junto al excelente productor y músico Fernando «Toby» Tobon que comenzó su carrera como guitarrista de la legendaria banda Ekhymosis, grupo que también viera nacer a Juanes con el que ha compartido una larga carrera artística y de quien es actualmente guitarrista y director de su banda.
Oriundo de Medellín, Toby ha producido discos y canciones para artistas reconocidos mundialmente como: Santana – participó en la producción del disco Shaman que ha vendido más de dos millones de copias en el mundo-, Diego Torres, Natalia Oreiro y David Bisbal entre otros.
El primer sencillo No me veré caer de su álbum De lo oscuro a lo puro se escuchó por primera vez el 21 de julio de 2009  (enlace roto disponible en Internet Archive; véase el historial, la primera versión y la última).. El lanzamiento del disco se dio el 21 de septiembre de 2009 llamado De lo oscuro a lo puro, en noviembre del mismo año lanza el vídeo de su primer sencillo No me veré caer, en el cual participan sus fanes realizando una intervención urbana el 21 de noviembre en Bogotá Colombia, para el año 2010 lanza su segundo sencillo Cuando no queda nada, el cual también participan sus fanes en el video pero esta vez a través de la Internet.
El 7 de diciembre de 2009 realizó su primer concierto en vivo y acústico por Internet a través de twitcam, Twitter.
Fue premiado en Colombia por los Premios Shock Mejor Nuevo Artista 2009, Mejor Página Web.

### Dulce: su segundo disco
El nuevo álbum producido en Nueva York por Andrés Levín es el segundo trabajo discográfico de Sebastián Yepes como solista en el que cuenta con diez temas de su autoría y la participación de dos excelentes cantautores colombianos: Fonseca en Mis huellas en tus manos, canción escrita a dúo con él, y Esteban Mateus (Esteman), en Lo he probado todo.

## Labor social
Ha sido vocero de campañas sociales tales como:
- POR EL DERECHO A UNA SEXUALIDAD RESPONSABLE (2010) promovida por la UNFPA (ONU) y el Ministerio de Educación de Colombia,
- EN SUS ZAPATOS (2010) campaña mundial de la ACNUR (ONU) para promover la tolerancia y convivencia de la población con los refugiados y desplazados.
- COLOMBIA ES PASIÓN Participó también en el 2006 en la campaña oficial de Colombia para destacar los valores sociales y culturales del país .
- El 1 de febrero de 2013 recibió de manos de la primera dama de la Nación, la señora María Clemencia Rodríguez de Santos, un reconocimiento por su participación en el concierto del 7 de mayo de 2011 Voces solidarias. Con el auspicio de Telefónica Movistar y decenas de empresas colaboradoras, se canalizaron recursos por 23 mil millones de pesos que fueron invertidos en la construcción y reconstrucción de planteles educativos completamente dotados en zonas que fueron impactadas por la temporada de lluvias que azotó al país desde finales de 2010.

## Discografía

### Con Sanalejo
- 2003: Sanalejo
- 2005: Alma y locura
- 2007: No lo hagas

### Como Solista
- 2009: De lo oscuro a lo puro
- 2012: Dulce

## Filmografía
- 2013: La Pista -  Líder Grupo Yeart
- 2013: DVD Dulce Tour – On en VIVO

Fue grabado completamente en vivo el 25 de septiembre en el Teatro Mayor Julio Mario Santo Domingo. Las canciones de Dulce, segunda producción como solista del manizaleño y de De lo oscuro a lo puro, la primera, fueron coreadas por los asistentes al teatro que hicieron recambio del cupón que venía en la edición 200 de la Revista Shock y que, ansiosos, esperaron también la firma de autógrafos del final en la que Sebastián compartió un momento con quienes querían llevar su CD autografiado luego del evento.
Con la participación de Andrés Levín, productor de Dulce, en la canción Mis huellas en tus manos; de Rakel en Entre nosotros y de Felipe Bravo, vocalista de Superlitio, en De lo oscuro a lo puro, Sebastián entregó su alma y su arte a los asistentes al evento quienes venían de diferentes partes del país y del exterior y aplaudieron de pie al músico por su presentación.
Durante la grabación también hubo espacio para recordar la época de Sanalejo interpretando canciones como Me gusta e Indeleble, sin lugar a dudas, íconos de la carrera de Sebastián.

### Contenido
- Disco 1 - Dulce Tour – On en VIVO - Vídeo
- Disco 2 - Dulce Tour – On en VIVO - Audio
- Disco 3 - Dulce - Audio en Estudio - Audio
- Disco 4 - Extras - Vídeo

## Premios y reconocimientos
Como solista ha recibido los siguientes galardones y nominaciones:
| Año  | Premio                 | Categoría                                  | Trabajo                                               | Resultado |
| ---- | ---------------------- | ------------------------------------------ | ----------------------------------------------------- | --------- |
| 2009 | Premios Shock          | Mejor nuevo artista                        | Sebastián Yepes                                       | Ganador   |
| 2010 | Premios Nuestra Tierra | Mejor página web                           |                                                       | Ganador   |
| 2010 | Premios 40 Principales | Mejor artista o grupo nacional de Colombia | Sebastián Yepes                                       | Nominado  |
| 2010 | Premios Effie          | Queda en el Vídeo- campaña en el sencillo  | Cuando no queda nada                                  | Nominado  |
| 2010 | Premio Radio CAN       | Mejor canción romántica                    | Cuando no queda nada                                  | Ganador   |
| 2011 | Premios Nova           |                                            |                                                       | Nominado  |
| 2011 | Premios Sayco          | Cantautor del año Composición POP          | Sebastián Yepes                                       | Nominado  |
| 2011 | Premios Shock          | Mejor solista POP masculino                | Sebastián Yepes                                       | Ganador   |
| 2012 | Cannes Lion            |                                            | Encuentra la botella en la campaña Sedal Clima Resist | Ganador   |
| 2012 | Premios Shock          | Mejor solista POP masculino                | Ay Dios, adios                                        | Nominado  |
| 2012 | Revista Shock          | Álbum de la casa                           | Dulce                                                 | Ganador   |
| 2013 | Premios Shock          | Grabación del año                          | Dulce                                                 | Nominado  |
| 2013 | Premios Shock          | Grabación especial en CD/DVD               | Dulce Tour On en vivo.                                | Ganador   |

## Certificaciones
- Disco de Platino Recibido El 12 de enero de 2013 por la venta de 25.000 copias de su álbum DULCE en el marco del concierto de la feria de Manizales 2013, en el cual comparte escenario con los maestros Carlos Vives y Alejandro Sanz, cantando a dúo con este último Corazón Partio para el deleite de los 20.000 asistentes.